# Georgios Delikaris
Georgios Delikaris (* 22. Juli 1951 in Piräus, griechisch Γεώργιος Δεληκάρης) ist ein ehemaliger griechischer Fußballspieler.

## Karriere
Er spielte bis 1978 bei Olympiakos Piräus, wo er jeweils drei Meisterschaften und Pokalsiege erreichte. Im Jahr 1978 wechselte er zu Panathinaikos Athen. Im Jahr 1982 beendete Delikaris seine Karriere.